# Dottor Mid-Nite
Dottor Mid-Nite è un personaggio dei fumetti pubblicati dalla DC Comics. Creato dallo scrittore Charles Reizenstein e dall'artista Stanley Joseph Aschmeier, il Dottor Mid-Nite originale comparve per la prima volta in All-American Comics n. 25 (aprile 1941).
Nella storia dell'Universo DC, è un supereroe il cui ruolo fu assunto da tre personaggi. Tutti loro arrivano alla quasi totale cecità alla luce del giorno, ma in compenso vedono più che chiaramente al buio, e utilizzarono visori speciali e bombe fumogene "a blackout" per assicurarsi la vittoria contro i criminali. Tutti e tre furono medici, e due di loro ebbero due gufi come spalla.
Come molti eroi della Golden Age, Dottor Mid-Nite fu un membro originale della Justice Society of America. Anche i suoi due successori lo furono oppure si unirono a gruppi che ne fecero parte.

## Biografia del personaggio

### Charles McNider
Il primo Dottore, il chirurgo Charles McNider, fu il primo supereroe acrobata cieco, precedente al Daredevil della Marvel Comics di più di due decenni. Una notte, fu chiamato per rimuovere un proiettile dal corpo di un testimone che avrebbe dovuto testimoniare contro la mafia. Tuttavia, un mafioso gettò una granata nella stanza, uccidendo il testimone e accecando McNider. McNider pensò che i suoi giorni da chirurgo fossero finiti fino a che un giorno, mentre era in convalescenza, un gufo entrò nella sua camera sfondando la finestra (reminiscenza dell'incidente che ispirò Batman nel vestirsi da pipistrello). Togliendosi le bende che gli coprivano gli occhi, scoprì di poter vedere, ma solo nel buio più totale, la sua vista si era invertita in modo così radicale che lui poteva vedere al buio allo stesso modo in cui le persone comuni vedono alla luce del giorno. Utilizzando le sue incredibili abilità acrobatiche e la sua nuova abilità sviluppò un visore speciale che gli permetteva di vedere con la luce e delle "Bombe Blackout" che estinguevano la luce, e li utilizzò per combattere il crimine. Adottò il gufo, lo chiamò Hootie, e fece di lui la sua "spalla". Più tardi si unì alla Justice Society of America e alla All-Star Squadron. Nel 1951, McNider assunse brevemente il ruolo di Starman, dopo che la Justice Society si sciolse e che Ted Knight, lo Starman originale, soffrì di un crollo nervoso come risultato della sua partecipazione allo sviluppo della bomba atomica.
McNider fu una delle vittime della Ora zero - Crisi nel tempo, morendo al fianco di Atomo per mano di Extant.
L'eredità di McNider non include apparentemente, nessun erede di sangue. Il successivo status materiale di McNider fu sconosciuto, ma si seppe che soffrì un evento agonizzante quando la sua ragazza, Myra Mason, fu assassinata da un suo nemico, The Shadower, che aveva scoperto la sua identità segreta. Cross notò che McNider.."Amava Myra più di quanto avrebbe mai ammesso a lei". McNider non rivelò mai la sua identità a Myra, presumibilmente (ed ironicamente) per tenerla "al sicuro". Un'altra "vecchia amica", Miss Alice King, comparve in All-American Comics n. 90 (ottobre 1947).
Ad un certo punto, tuttavia, a Sogdal, Norvegia, McNider salvò una donna incinta da un attacco e l'aiutò a partorire. Questo bambino, Pieter Cross divenne, poi, uno dei suoi successori.

## Poteri e abilità

### Charles McNider
È stato addestrato nel corpo a corpo da Batman, ottenendo in poco tempo ottimi risultati. È un esperto di esplosivi ed è un ottimo medico. È un poliglotta e sin da bambino è sempre stato un amante dei gufi, che ha imparato ad addestrare. Utilizzava un costume con delle lenti in grado di farlo vedere anche di notte. Charles era anche un incredibile acrobata, sin da bambino è sempre stato un abile atleta di ginnastica artistica, cosa che ha continuato anche in età adulta nonostante fosse cieco. Era dotato di grande abilità acrobatica.

### Beth Chapel
All'epoca della sua morte durante la Zero Hour, McNider non aveva parenti in vita, sebbene fosse molto vicino alla sua studentessa e protetta Beth Chapel, un medico afro-americano. Chapel comparve per la prima volta quando Jade della Infinity Inc. fu ricoverata all'ospedale per un trattamento contro il tocco al cianuro di Mister Bones. Poco dopo, la sua carriera di supereroina ebbe una svolta fulminea. Durante l'insorgere di Crisi sulle Terre infinite, Beth fu resa cieca dall'esplosione di una quantità di ossigeno nel suo ospedale. Fu salvata dal figlio di Hourman, Rick Tyler, che aveva appena assunto il Miraclo di suo padre. Come McNider, Beth scoprì di poter vedere al buio. Lei e Rick assunsero così le identità dei loro predecessori come Dottor Midnight (da notare la pronuncia e la scrittura diversa) e Hourman. Insieme ad un nuovo Wildcat, vollero unirsi all'Infinity Inc. ma non furono accettati immediatamente. Infine furono ammessi, ma le loro carriere furono di breve durata.
L'Infinity presto si sciolse e Dottor Midnight e Wildcat furono reclutati dal governo degli Stati Uniti per la missione di sconfitta del super criminale Eclipso. Entrambe le donne morirono nella missione, insieme a Creeper, Comandante Acciaio, Peacemaker e Major Victory. Prima di morire, Beth aveva instaurato una relazione romantica con Rick Tyler, ma non aveva parenti conosciuti.

### Pieter Anton Cross
Il terzo Dottor Mid-Nite (il secondo ad utilizzare la dizione originale), e il secondo uomo ad assumerne il titolo, fu Pieter Anton Cross, che fece la sua prima comparsa nel terzo numero della nuova serie limitata da collezioni Dottor Mid-Nite (1999). Cross nacque in Norvegia, ed era il figlio di un noto scienziato, il fu Theodoric Cross. Infatti, Pieter fu partorito da sua madre con l'ausilio del Dottor Mid-Nite originale, che aveva appena salvato sua madre da alcuni vagabondi. Anni dopo, Pieter non riuscì a salvare sua madre dalla malattia di Chagas. che prese in Brasile mentre visitava suo figlio.
La carriera anti-crimine di Pieter Cross cominciò come dottore in una clinica gratuita in Porthsmouth, Washington, che lo portò ad investigare su una nuova droga per le strade, chiamata A39, un derivato accidentale del Veleno simile agli steroidi, prodotto da una corporazione malvagia chiamata Industrie Praeda, diretta dal trio di nemici originali di Batman, il Terribile Trio. Per salvarsi, la corporazione lo drogò e fu coinvolto in un incidente stradale in cui una ragazza, di nome Katherine Blythe, perse la vita. Come i suoi predecessori, a causa dell'incidente scoprì di poter vedere solo al buio più profondo, via visione infrarosso (il suo potere può variare fino alla visione ultrasonica). Anche lui indossò un costume per combattere il crimine.
Il nuovo Dottor Mid-Nite portava con sé un equipaggiamento medico altamente tecnologico in aggiunta al suo apparato anti-crimine (incluse le sue bombe blackout). Alcuni di coloro che lui aiutò in passato, ora aiutavano lui nel suo lavoro di eroe e chirurgo della comunità. Questi alleati includevano anche due ragazzi di strada, "Nite-Lite" e "Ice Sickle", e la scrittrice Camilla Marlowe (di recente "Ice Sickle" venne ucciso dal vendicativo Spirit King in JSA n. 60).
Successivamente si unì alla nuova incarnazione della Justice Society of America, ed ebbe una breve relazione con la sua compagna di squadra, Black Canary.
Dottor Mid-Nite è uno dei più importanti fisici dell'Universo DC. Insieme al suo compagno di squadra, Mister Terrific (Terry Sloane), servì nella comunità scientifica metaumana. Tra le più notabili realizzazioni di Dottor Mid-Nite come fisico metaumano ci furono la scoperta che Alan Scott stesso era composto dalla fiamma verde della Starheart; Il check-up annuale per Power Girl ed i relativi test sui suoi poteri; l'operazione d'urgenza svolta su Hourman; la rimozione del virus di Brainiac da Oracolo; l'autopsia di Sue Dibny durante la storia di Crisi d'identità; e la rimozione del proiettile da cecchino che colpì Lois Lane in Umec durante il ciclo di storie intitolato Battery in Adventures of Superman.
Fu anche chiamato da varie agenzie ospedaliere, come i Laboratori S.T.A.R., durante un caso inusuale. Recentemente, fu chiamato dagli S.T.A.R. Labs per investigare sulla ricomparsa di Delores Winters, che fu il primo ospite di Ultra-Humanite. Apparentemente, Winters non era morta; invece, la sua amica Marten aveva trasferito il suo cervello altrove. Winters divenne dedita al processo e infine cominciò a rubare parti del corpo di alcuni metaumani, facendosi chiamare Inverno Senza Fine. Dottor Mid-Nite mise fine al furto di organi di Winters e aiutò a ricostituire la salute dei meta che furono attaccati (JSA: Classified n. 19 e n. 20, 2007).
Cross viene solitamente raffigurato prima come medico e poi come eroe. Nella sua mini-serie, lo scan delle sue lenti al carbone riscontrò salute a rischio come una minaccia. Secondo JSA, Cross è un vegetariano e pratica yoga. Secondo Batman, che svolgeva delle ricerche sotto copertura, Cross non aveva ancora realizzato la piena estensione delle sue abilità visive (JSA n. 31). Batman non disse nulla di ciò a Cross, pertanto la sua validità non fu ancora confermata.
Anche lui, non ha parenti conosciuti.
Quando la Justice Society incontrò Gog ultimo sopravvissuto del Terzo Mondo, l'essere benevolente ricostituì la vista di Pieter. Sebbene fu inizialmente una benedizione, portò degli svantaggi al lavoro di Pieter, dato che non riusciva più a vedere attraverso le proprie bombe ad oscurità, e la perdita della visione ad infrarossi prevennero che potesse aiutare Lance, in pericolo e ferito mortalmente.
Arrivò il resto della JSA, dopo aver saputo da Sandman che Gog stava mettendo le radici sulla Terra, e che se fosse rimasto ancora un giorno la Terra sarebbe morta, lasciandoli con l'unica opzione dell'assassinio di Gog e separare la sua testa dalla Terra, che era l'unico modo di salvare il pianeta. Altri membri della Society, seguirono Gog nel tentativo di proteggerlo, finché non lo videro attaccare un altro membro della Society. Tutti i discepoli di Gog gli si ribellarono e cominciarono a combatterlo, e Gog li punì tutti togliendo loro le sue benedizioni, inclusa la vista di Mid-Nite.
Dopo essere stato contattato dal leader corrente dei Teen Titans, Beast Boy, Dottor Mid-Nite fu chiamato per aiutare Raven dopo che fu attaccata e posseduta da un demone sconosciuto. Comparendo nella Titans Tower via tecnologia olografica, lui e Static riuscirono con successo a far uscire il demone dal corpo di Raven.

## Gufi
Sia il Dottor McNider che il Dottor Cross addestrarono dei gufi come spalle. McNider addestrò lo stesso gufo che entrò dalla finestra e lo fece accorgere dei suoi nuovi poteri; lo chiamò Hootie (a volte scritto "Hooty"), e lui e McNider furono i protagonisti di molte avventure durante la Golden Age. Hootie prese anche del Miraclo in un'avventura, facendogli ottenere super forza e super velocità, naturalmente per la durata di un'ora. Cross ebbe un gufo di nome "Charlie", chiamato così in onore del Dottor Mid-Nite originale (Charles - "Charlie"). Charlie aveva una minicamera sul collo che visualizzava le immagini direttamente sugli occhialoni di Mid-Nite.

## Altre versioni
Nel 1965, la DC Comics non aveva dei piani per il rinnovo di Dottor Mid-Nite, così l'editore Julius Schwartz diede allo studente e lettore di fumetti dell'Istituto di Tecnologia del Massachusetts Rick Norwood il permesso di pubblicare un fumetto di Dottor Mid-Nite nel suo giornale, "Five". La storia, scritta da Nowrwood ed illustrata da Steve Sabo, vedeva un dottore, Tom Benson, accecato in battaglia, che tutti gli altri sensi furono super sviluppati ed indossò un costume come quello di Dottor Mid-Nite per combattere il crimine.
In Kingdom Come di Alex Ross e Mark Waid, Ross raffigurò Dottor Mid-Nite (qui conosciuto come Midnight) come un fumo nero senza corpo nel fumo denso delle sue bombe-oscurità. Fu scritto che era lo spirito di Charles McNider.
Un'altra versione del personaggio fu mostrata in JSA: The Liberty Files di Don Jolley e Tony Harris come agente dell'intelligence statunitense durante la Seconda guerra mondiale sotto il nome in codice di Il Gufo. Inizialmente non fu cambiato, ma fu mostrato come abile donnaiolo.
Nella serie Tangent: Superman's Reign, una versione di Dottor Mid-Nite, il cuo corpo è completamente coperto da un mantello nero, fu visto per un brevissimo momento.
Nella nuova Terra-2 creata all'inizio di Crisi infinita e 52, fu mostrata Beth Chapel come membro della Justice Society Infinity.

## Poteri, equipaggiamento e abilità
McNider possiede l'abilità metaumana di vedere perfettamente al buio. Utilizzando speciali lenti agli infrarossi, riesce a vedere alla luce; più avanti, divennero meno efficaci dato che la sua vista si deteriorava sempre di più, indebolendo la sua visione diurna. McNider impiegò anche delle "bombe Blackout", che rilasciavano del gas nero che toglievano la luce ai nemici e permetteva a McNider di sconfiggere i suoi nemici. Per un breve periodo utilizzò un'arma chiamata "cryotuber", che gli permetteva controllare il sistema nervoso dei suoi avversari, o di sparare getti caldi o freddi. Come Starman, McNider utilizzò vari gadgets a forma di stella, incluso un velivolo spaziale disegnato da Red Torpedo. McNider era anche un superbo atleta e combattente, così come un fisico dotato e uno scrittore.

## Altri media
- Dottor Mid-Nite fece alcune brevi comparse nella serie animata Justice League Unlimited, più notoriamente negli episodi "Dark Heart", "Divided We Fall"m e "Destroyer" (dove fu in compagnia di alcuni colleghi della Justice Society quali Dottor Fate, Hourman e Wildcat).
- Dottor Mid-Nite comparve anche come membro della Justice Society of America nel film animato Justice League: The New Frontier. Può essere visto nei crediti iniziali del film.
- Dottor Mid-Nite viene citato in Giustizia assoluta, un episodio della serie televisiva Smallville.
- Dottor Mid-Nite (Beth Chapel) appare come uno dei membri fondatori della nuova Justice Society of America in Stargirl.